# 오하라군
오하라군(일본어: 大原郡, おおはらぐん)은 일본 시마네현에 있었던 군이다.
소멸 직전이었던 2004년 10월 31일을 기준으로 아래의 3정이 포함되어 있었다.
- 가모정(加茂町)
- 기스키정(木次町)
- 다이토정(大東町)

2004년 11월 1일, 이시군 미토야 정, 가케야 정, 요시다 촌과 합병하여 운난시가 됨으로써 소멸했다.